# Ben Gibson (Filmproduzent)
Ben Gibson (* 1958 in London) ist ein britischer Filmproduzent, der als Executive Producer u. a. an der Umsetzung der Filme Love Is the Devil: Study for a Portrait of Francis Bacon (1998), Beautiful People (1999) und Under the Skin (1997) mitwirkte.

## Leben
Ben Gibson war Co-Director bei den Filmfirmen The Other Cinema und Metro Pictures. Er arbeitete von 1988 bis 1998 als Produzent beim British Film Institute (BFI). Von 2001 bis 2014 leitete er die London Film School.

Seit Februar 2016 war er Direktor der Deutschen Film- und Fernsehakademie Berlin (dffb). Am 25. Februar 2020 wurde er wegen eines Vorfalls, der sich vier Tage zuvor zugetragen hat, mit sofortiger Wirkung beurlaubt. Der Berliner Tagesspiegel berichtete darüber: „Aus der Studierendenschaft hieß es, Gibson habe sich mit einer Studentin auf der Terrasse des Filmhauses gestritten – die Akademie hat ihren Sitz im Hochhaus des Sony-Centers am Potsdamer Platz. Die Studentin soll Gibson angeschrien haben, weil sie mit seiner Arbeit als Direktor unzufrieden gewesen sein soll. Daraufhin soll Gibson seine Hose heruntergelassen und der Studentin den nackten Hintern gezeigt haben. Es soll sich nicht um eine Absolventin der Dffb, sondern der Potsdamer Filmuniversität Babelsberg gehandelt haben.“